# Madascincus miafina
Madascincus miafina — вид сцинкоподібних ящірок родини сцинкових (Scincidae). Ендемік Мадагаскару. Описаний у 2016 році.

## Поширення і екологія
Madascincus miafina відомі з типової місцевості, розташованої в заповіднику Анкарана в провінції Анціранана на півночі острова Мадагаскар, на висоті 90 м над рівнем моря. Вони живуть в тропічних лісах і чагарникових заростях, серед опалого листя, ведуть нічний спосіб життя.